# (52) Europe
Pour les articles homonymes, voir Europe (homonymie).
Ne doit pas être confondu avec Europe (lune).
(52) Europe, internationalement (52) Europa, est le 6e plus gros astéroïde de la ceinture principale, avec un diamètre moyen d'environ 315 km. Il n'est pas sphérique, mais possède la forme d'un ellipsoïde triaxial d'environ 380 × 330 × 250 km. Il a été découvert le 4 février 1858 par Hermann Goldschmidt depuis son balcon à Paris. Il est nommé d'après Europe, la fille du roi Agénor, l'une des nombreuses conquêtes de Zeus dans la mythologie grecque, un nom que l'astéroïde partage avec un des satellites galiléens de Jupiter.

## Caractéristiques physiques
Europe est approximativement le sixième plus gros astéroïde en volume. Très vraisemblablement, il possède une densité d'environ 1,5 g/cm3, typique des astéroïdes de type C. En 2007, James Baer et Steven R. Chesley ont estimé la masse d'Europe à (1,9 ± 0,4) × 1019 kg, une estimation plus récente de Baer suggère une masse de 3,27 × 1019 kg.
Europe est un astéroïde carbonaté très foncé de type C, et est le deuxième plus grand de ce groupe. Les études spectroscopiques ont prouvé la présence de traces d'olivine et de pyroxène sur la surface, et il existe des indices sérieux que le corps céleste soit composé de différentes régions de différente composition. Europe orbite autour du Soleil à une distance proche des astéroïdes de la famille d'Hygie, mais elle n'en est pas membre.
Les données issues de la courbe de lumière d'Europe ont été particulièrement difficiles à interpréter, si bien que durant de nombreuses années il existait un doute certain sur sa période de rotation (allant de 5 heures et demie à 11 heures), et cela en dépit de nombreuses observations. Il est maintenant déterminé avec certitude qu'Europe est un rotateur prograde, mais la direction exacte dans laquelle sont orientés ses points polaires reste ambiguë. L'analyse la plus détaillée indique qu'ils pointent soit vers les points de coordonnées écliptiques (β, λ) = (70°, 55°) ou bien (40°, 255°) avec une incertitude de 10°. Cela donne une inclinaison axiale d'environ 14° ou 54°, respectivement.
En 1988, une recherche de satellite et de poussière en orbite autour de cet astéroïde a été réalisée en utilisant le télescope UH88 des observatoires du Mauna Kea, mais l'effort est resté vain.

## Observations
Il a été constaté que l'étoile (CV) Aquarii, découverte en 1934 et caractérisée dans un premier temps comme variable cataclysmique, était en réalité une erreur d'identification de l'astéroïde (52) Europe.